# Агранович, Владимир Моисеевич
Владимир Моисеевич Агранович (23 января 1929 — 19 апреля 2024) — советский физик, лауреат премии имени Л. И. Мандельштама (1997 год). В списке учёных России с самым большим индексом цитирования.
Номинант конкурса «Человек года — 2015» — «короткие списки» в разделе «Наука».

## Биография
Родился 23 января 1929 года.

### Научная степень
- 1955 год — защитил кандидатскую диссертацию в Киевском государственном университете.
- 1961 год — защитил докторскую диссертацию в Институте химической физики имени Н. Н. Семёнова РАН.

### Научные звания и членство в научных обществах
- 1963 год — присвоено звание профессора;
- 2002 год — присвоено звание «Pioneer of Nano-Science» в Университете Техаса в Далласе;
- Являлся избранным Fellow английского Института Физики и Американского Физического Общества.

### Работа
- С 1956 по 1969 год — работал заведующим теоретической лаборатории в Физико-Энергетическом институте (Обнинск).
- 1969 год — приглашен на работу в только что образованный Институт спектроскопии в качестве заведующего теоретическим отделом. Занимал этот пост в течение 40 лет и в настоящее время является главным научным сотрудником института.
- Выдвинул и развил концепцию резонансных гибридных Френкель-Ванье-Мотт экситонов, которые могут быть созданы в резонансных органика-полупроводник наноструктурах.
- 2002 по 2012 год — Университет Техаса в Далласе.

Умер в ночь с 18 на 19 апреля 2024 года в возрасте 95 лет.

## Публикации
Автор более 400 статей, ряда книг. Среди них:

### Книги
- Агранович В., Гинзбург В. Кристаллоптика с учётом пространственной дисперсии и теория экситонов. — Наука, 1965. — 375 с.
- Агранович В. Теория экситонов. — Наука, 1968. — 382 с.[8]
- Агранович В. Кристаллооптика с учётом пространственной дисперсии и теория экситонов. — 2-е изд., перераб. и доп. — Москва : Наука, 1979. — 432 с.[9][10]
- Агранович В. Перенос энергии электронного возбуждения в конденсированных средах. — Наука, 1978. — 383 с.[11]

### Редактирование
- Нокс, Роберт. Теория экситонов : пер. с англ. / Р. Нокс; пер. Ю. В. Конобеев; ред. В. И. Агранович. — М. : Мир, 1966. — 219 с. — Библиогр.: с. 204—216. — Пер. изд. : Theory of exitons / Robert S. Knox. — New York; London, 1963.
- Физика поверхности: колебательная спектроскопия адсорбатов / Под ред. Р. Уиллиса; пер. с англ. А. В. Боброва, Б. Г. Идлиса под ред. В. М. Аграновича. — М. : Мир, 1984. — 246 с. — Библиогр. в конце гл. — Пер. изд. : Vibrational Spectroscopy of Adsorbates. — Berlin, 1980.
- Гигантское комбинационное рассеяние / М. Хориа, Дж. Шатц, Т. Ли ;под ред. Р. Ченга, Т. Фуртака; пер. с англ. М. А. Ковнера, А. Г. Мальшукова; [пер.] под ред. В. М. Аграновича. — М. : Мир, 1984. — 408 с. : ил. — Библиогр. в конце глав. — Указ. хим. соединений, имён и предм.: с. 402—407. — Пер. изд. : Surface enhanced raman scattering. — New York and London, 1982.
- Маделунг, Отфрид Физика твердого тела. Локализованные состояния / О. Маделунг; пер. с нем. и англ. С. И. Захарова, Ю. Д. Фивейского; под ред. В. М. Аграновича. — М. : Наука, 1985. — 184 с. : ил. — Библиогр.: с. 176—184. — Пер. изд. : Festkorpertheorie. 3. Lokalisierte Zustande / Otfried MadelungIntrodietion to solid-state theorу. — Berlin etc., 1973. — 1.20 р.
- Спектроскопия и динамика возбуждений в конденсированных молекулярных системах / Акад. наук СССР, Ин-т спектроскопии; под ред. В. М. Аграновича, Р. М. Хохштрассера. — М. : Наука, 1987. — 493 с.

### Статьи
- Экситоны и оптические нелинейности в гибридных органических-неорганических наноструктурах. В. М. Агранович. УФН, 169:3 (1999), 348
- Charged Frenkel biexcitons in organic molecular crystals. V. M. Agranovich, O. A. Dubovskii, A. M. Kamchatnov. Письма в ЖЭТФ, 73:7 (2001), 383—385[12].
- New concept for organic LEDs: non-radiative electronic energy transfer from semiconductor quantum well to organic overlayer. Agranovich, V. M.; Basko, D. M.; La Rocca, G. C.; Bassani, F. Synthetic Metals (2001), 116(1-3), 349.
- Inhomogeneous broadening of polaritons in high-quality microcavities and weak localization. Litinskaia, M.; La Rocca, G. C.; Agranovich, V. M., Physical Review B: Condensed Matter and Materials Physics (2001), 64(16), 165316/1
- Frenkel and charge-transfer excitons in organic solids. Knoester, Jasper; Agranovich, Vladimir M.. Thin Films and Nanostructures (2003), 32 , pp. 1–96.
- Cavity polartons in microcavities containing disordered organic semiconductors. Agranovich V.M., Litinskaya M., Lidzey D. G.,Physical Review B: Condensed Matterial Physics (2003) 67 (8), 085311
- Electronic Excitations in Organic Based Nanostructures. Agranovich, V. M.; Bassani, G. F.; Editors.Elsevier, 2003. 493 pp.
- Отрицательное преломление в оптическом диапазоне и нелинейное распространение волн. В. М. Агранович. УФН, 174:6 (2004), 683—684[13].
- Linear and nonlinear wave propagation in negative refraction metamaterials. Agranovich, V. M.; Shen, Y. R.; Baughman, R. H.; Zakhidov, A. A. Physical Review B: Condensed Matter and Materials Physics (2004), 69(16), 165112.;.
- Пространственная дисперсия и отрицательное преломление света. В. М. Агранович, Ю. Н. Гартштейн. УФН, 176:10 (2006), 1051—1068[14].
- Памяти Михаила Дмитриевича Галанина. В. М. Агранович, Ю. Н. Вавилов, А. Г. Витухновский, А. Н. Георгобиани, В. Л. Гинзбург, О. Н. Крохин, В. С. Лебедев, А. М. Леонтович, А. В. Масалов, Ю. П. Тимофеев, З. А. Чижикова. УФН, 178:11 (2008), 1237—1238[15]
- «Excitations in organic solids», V.M. Agranovich, Oxford Press, 2009. 490 pp
- Hybrid Resonant Organic-Inorganic Nanostructures for Optoelectronic Applications, V.M. Agranovich, Yu. N. Gartstein, M. Litinskaya, Chemical Reviews (2011) 111, 5179-5214
- Coherent Emission from a Disordered Organic Semiconductor Induced by Strong Coupling with Surface Plasmons. A.Guebrou, C. Syminds, E. Homeyer, J.C. Plenet, Yuu. N. Gartstein, V.M. Agranovich, J. Bellessa,Phys. Rev. Lett. 108, 066401 (2012)
- Polariton trap in microcavities with metallic mirrors. M. Litinskaya and V.M. Agranovich, J. Phys: Condens. Matter 24, 015302 (2012)
- Singlets and triplets in hybrid nanodevices. V. M. Agranovich, O. A. Dubovsky, G. C. La Rocca, Письма в ЖЭТФ, 99:6 (2014), 371—374[16]

## Награды
- Премия Гумбольдта (1992)
- Премия имени Капицы (1993)
- Премия имени Л. И. Мандельштама (1997) — за цикл работ «Теоретические исследования по спектроскопии поверхности»
- Медаль имени Е. Ф. Гросса за развитие теории экситонов Френкеля, теорию гибридных Френкель-Ванье-Мотт экситонов и поляритонов
- Премия международного оргкомитета конференции по люминесценции 2014 года (ICL-2014)
- Звание Doctor Honoris Causa университета имени Блеза Паскаля (Франция)